# Arvo Salminen
Arvo Ilmari Salminen, född 5 augusti 1886 i Björneborg, död 26 juli 1967 i Helsingfors, var en finländsk samlingspartistisk politiker, präst och jurist. Han var Samlingspartiets partiledare 1946–1955.
Salminen studerade både teologi och juridik. Han prästvigdes år 1921 och blev vicehäradshövding år 1936. Han var ledamot av Finlands riksdag 1945–1948 och 1951–1958. Som undervisningsminister tjänstgjorde han i regeringen Tuomioja 1953–1954.